# Berlitt
Berlitt ist ein Ortsteil der Stadt Kyritz im Landkreis Ostprignitz-Ruppin (Brandenburg). Zum 1. Oktober 1973 schlossen sich Rehfeld und Berlitt zur Gemeinde Rehfeld-Berlitt zusammen. Mit der Eingemeindung von Rehfeld-Berlitt zum Ende des Jahres 2002 in die Stadt Kyritz wurde diese Gemeinde wieder aufgelöst. Seither sind Berlitt und Rehfeld Ortsteile der Stadt Kyritz.

## Geographie
Berlitt liegt rund sieben Kilometer Luftlinie westlich von der (Kern-)Stadt Kyritz entfernt; der Ortskern liegt auf 47 m ü. NHN. Die höchste Stelle der Gemarkung ist der Heidberg mit 72,5 m ü. NHN, der tiefste Punkt etwa bei den Fischteichen im Norden der Gemarkung mit 42 m ü. NHN. Im südöstlichen Teil der Gemarkung liegen zwei weitere kleine Teiche. Der größere Teich ist der Quellteich des Kreuzgrabens, der kurz westlich von Leddin in den Leddiner Graben mündet, bevor dieser in die Jäglitz mündet. Nördlich dieser Teiche lag das Vorwerk Viebigswille, das nach dem Zweiten Weltkrieg aufgegeben wurde.

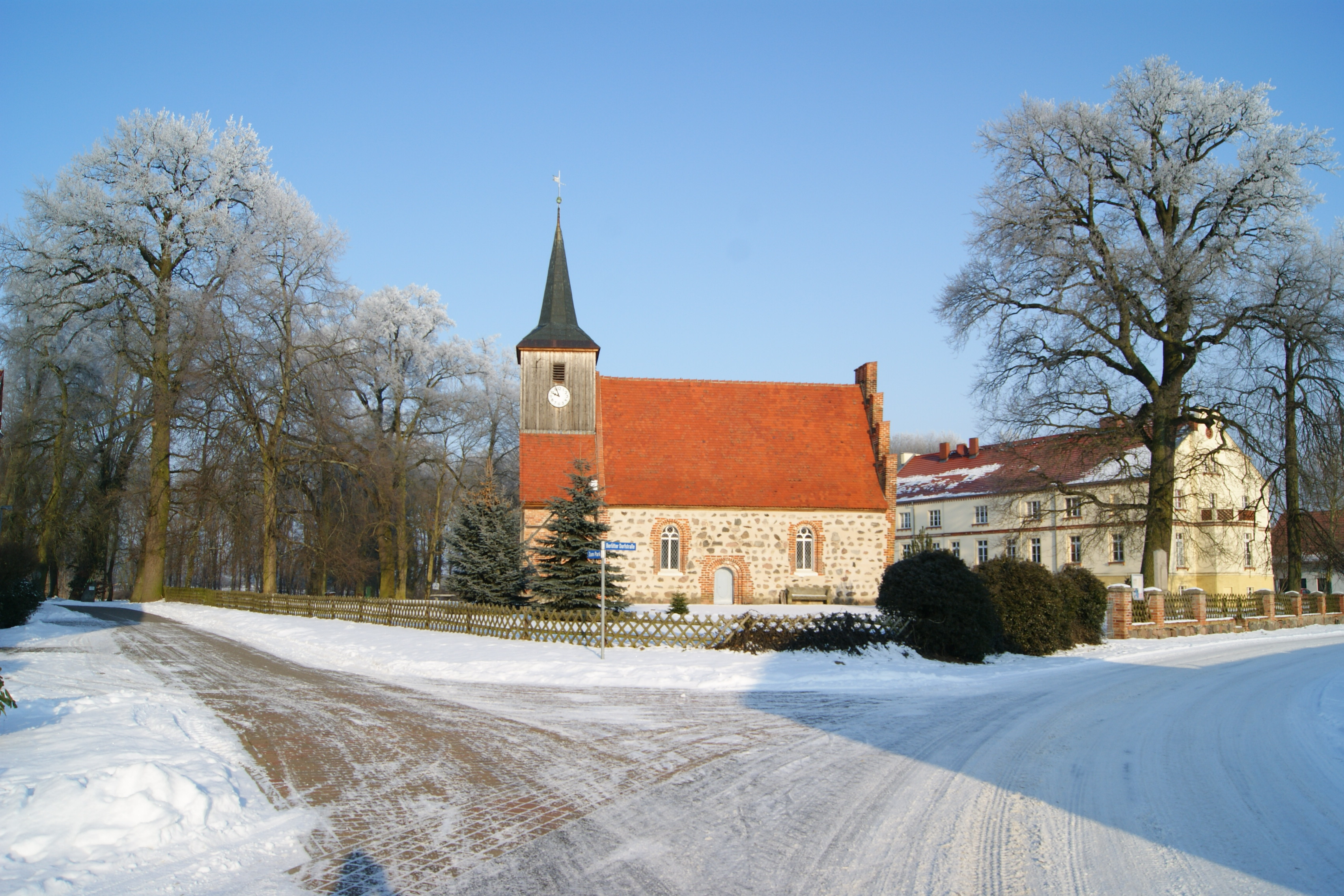

Der Ort ist auf der K6820 von Kyritz kommend zu erreichen.

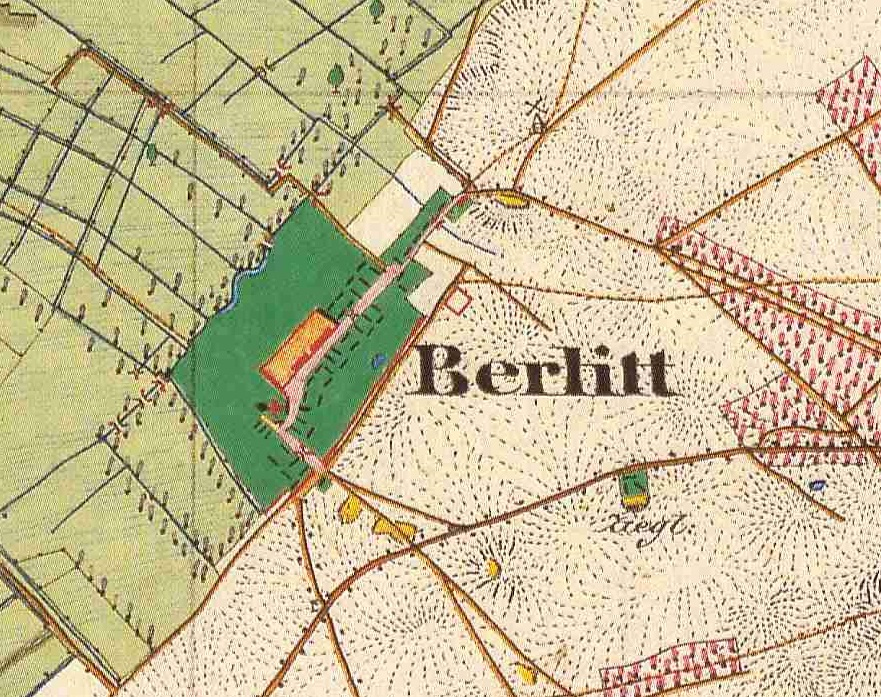
Berlitt auf dem Urmesstischblatt 3039 Demerthin von 1843

## Geschichte
Berlitt wurde 1440 erstmals urkundlich erwähnt. Der Name leitet sich von einer aplb. Grundform *Birlit- = sumpfiger Ort ab. Berlitt liegt südlich der versumpften Niederung des Königsfließes. Nach der Dorfstruktur ist es ein Straßendorf mit Gut und Kirche.

### Besitzgeschichte
1440 gab der brandenburgische Markgraf Friedrich II. das Dorf Berlitt mit allen Rechten (und noch weitere Güter) an Clawsse, Hunre, Kirstan, Heinriche, Clawsse und Hansse von Königsmarck. Es handelte sich um eine Wiederbelehnung, d. h. das Dorf war schon seit längerer Zeit im Besitz der v. Königsmarck. 1525 existierte ein Rittersitz der v. Königsmarck in Berlitt. 1541 saß Achim von Königsmarck auf diesem Rittersitz in Berlitt. Nach dem Verzeichnis der Steuerbeiträge von 1542 war Hans von Königsmarck in Berlitt angesessen. Er gab acht Gulden Steuer, ein vergleichsweise sehr niedriger Betrag. In einem Vertrag von 1543 zwischen dem Domkapitel in Havelberg, den von Quitzow und den von Königsmarck auf der einen Seite und den von Kröcher auf der anderen Seite über Holzungs- und Hütungsrechte im Dorf Stüdenitz, auf der wüsten Feldmark Roddahn und im Totenbusch wurden Reder, Engelke, Asmus und Hans von Königsmark gesessen auf Kötzlin und Berlitt genannt. 1578 gehörte der Rittersitz in Berlitt dem Hans von Königsmarck, Sohn des Achim von Königsmarck. Die von Königsmarck in Kötzlin und Berlitt mussten dem Kurfürsten mit zwei Pferden dienen. Im 17. Jahrhundert zerfiel der Besitz der v. Königsmarck in Berlitt in drei Teile. 1684 gab es drei Rittersitze in Berlitt: der eine gehörte dem Otto Friedrich von Wietstruck, der zweite dem (Joachim) Christoph von Königsmarck (?–1690) und der dritte den „Jungfern von Kröcher“.

### Das Gut der „Jungfern von Kröcher“
1594 saß in Berlitt Rüdiger von Königsmarck. Er hatte von Valentin von Krüsicke ein Kapital von 100 Talern aufgenommen, für das er eine Hebung von einem Wispel Roggen in Berlitt als Sicherheit stellen musste. Nach Klöden hatte Rüdiger von Königsmarck den Rittersitz in Berlitt seiner Frau Elisabeth von Wittstruck schon 1596 als Leibgedinge vermacht. 1604 machten Rüdiger von Königsmarck auf Berlitt und Elisabeth von Wittstruck, Tochter des Otto von Wittstruck auf Brunne eine Ehestiftung. Das Ehegeld wurde auf 2000 Gulden, das Schmuckgeld auf 700 Gulden festgesetzt. Rüdiger von Königsmarck muss bald nach 1604 verstorben sein. Da das Paar keine Kinder hatte, kam der Rittersitz Berlitt nun an den zweiten Ehemann von Elisabeth von Wittstruck, Erdmann Philipp von Krüseke. Auch aus dieser Ehe gingen keine Kinder mehr hervor und so fiel das Gut nach dem Tod des Erdmann Philipp 1641 an Erdmann Philips Schwester, Kunigunde Magdalena von Krüseke, die es ihrem Mann Henning Christoph von Kröcher auf Dannenwalde und Herzsprung beibrachte. Das Paar hatte drei Töchter Anna Maria, Kunigunde Magdalena und Ursula Sophia, die alle drei unverheiratet blieben; es wurde in der Folge auch das Gut der „Jungfern von Kröcher“ genannt. 1679 verkauften die v. Kröcher zwei Bauernhöfe mit je zwei Hufen in Berlitt an die v. Wittstruck. 1686 gehörten zum Rittersitz der v. Kröcher drei Hufen Land. 1694 löste Joachim Siegfried von Königsmarck (1659–1715), Sohn des Joachim Christoph, auf Kötzlin das Gut der „Jungfern von Kröcher“ wieder ein. (nach dem Historischen Ortslexikon 1714).

### Der Wittstruck’sche Rittersitz
1609 war ein Teil von Berlitt an die v. Wittstruck (auch Wietstruck) verkauft worden. So besaßen sie 1609 einen Rittersitz mit 6 Hufen, 5¼ Bauern, 3/8 Kossäten und 5/16 am Gericht und Patronat. 1613 saß Joachim Christoph v. Wittstruck auf Berlitt, vermutlich auch der Käufer des Anteilgutes. 1621 besaßen die v. Wittstruck 3/8 des Gerichts und des Patronats. Sie mussten laut der Special-Roulle der prignitzirischen Ritterschaft Lehnpferden von 1666 ein Lehnpferd stellen. 1684 gehörte der Rittersitz dem Otto Friedrich von Wittstruck (1660–1704), der mit Ilsabe Hedwig von Königsmarck aus dem Hause Kötzlin verheiratet war. 1726 war Otto Dietrich von Wietstruck Besitzer des Rittersitzes, vermutlich der Sohn des obigen Otto Friedrich. 1745 gehörten zum Wittstruck’schen Rittersitz in Berlitt vier Bauern und ein Kätner. Die Windmühle gehörte ihnen gemeinsam mit Joachim Siegfried v. Königsmarck. Die v. Wittstruck waren außerdem auch in Kantow (Ortsteil von Wusterhausen/Dosse) begütert. 1766 verkauften sie ihren Anteil in Berlitt an Christof Siegfried von Königsmarck (1745–1778). Die v. Königsmarck waren nun bis 1872 im alleinigen Besitz des Dorfes.

### Der Anteil der v. Königsmarck
1530 saß ein Rüdiger (Reder) von Königsmarck auf Kötzlin, später dessen Sohn Andreas Joachim Christoph von Königsmarck. Dieser war Erbherr auf Kötzlin, Roddahn, Berlitt, Vehlin, Stüdenitz u. a. und der Ahnherr der späteren von Königsmarck. Er war mit Dorothea von Bülow verheiratet. Ihm folgte der Sohn Christoph Konrad, ein kaiserlicher Rittmeister nach. Am 25. Februar 1600 (4. März) wurde Hans Christopher als Sohn des Christoph Konrad von Königsmarck und dessen Frau Beatrix von Blumenthal in Kötzlin geboren. Er stieg im Dreißigjährigen Krieg in schwedischen Diensten zum Feldmarschall auf und erhielt die Grafenwürde. 1662 trat Hans Christopher von Königsmarck seine Ansprüche auf die märkischen Güter an seinen Bruder Joachim Christoph von Königsmarck (?-1690) auf Kötzlin ab. Joachim Christoph war mit Sophie von Jagow verheiratet. Aus der Ehe ging der Sohn Joachim Siegfried (1659–1715) hervor. Er war in erster Ehe mit Judith von Platen († 1696) und in zweiter Ehe mit Sabine von Blumenthal verheiratet. Aus letzterer Ehe stammten die beiden Söhne Hans Christoph (1700–1779) und Jakob Siegfried (1702–1757).
Jakob Siegfried war Militär und stieg bis zum Obristlieutenant auf. Er war mit Sophie v. Behr-Negendank verheiratet, das Paar hatte nur einen Sohn Christof Siegfried (1745–1778). Hans Christoph stieg im preußischen Heer bis zum Generalmajor auf. Er war Amtshauptmann von Preußisch Eylau im früheren Ostpreußen. 1773 erwarb er Netzeband und Stöffin (beide bei Neuruppin). Die Güter Berlitt und Kötzlin waren stark verschuldet. Nach dem Tod des Hans Christoph 1779, er hinterließ trotz zweier Ehen keine Nachkommen, gingen seine Güter in den Besitz seiner Großneffen Hans Valentin Ferdinand von Königsmarck (1773–1849) und Josef Jakob Ludwig (1779–1837) über. Sein Bruder Jakob Siegfried und der eigentlich erbberechtigte Neffe Christof Siegfried waren ja vor ihm verstorben. Hans Valentin Ferdinand übernahm Netzeband und Stöffin, während Josef Jakob Ludwig Kötzlin und Berlitt bekam. Hans Valentin Ferdinand war mit Henriette von Struensee (1779–1832) verheiratet, das Paar hatte fünf Kinder. 1803 wurde er zum Erbhofmeister der Kurmark ernannt, 1817 in den Grafenstand erhoben. Nach dem Ortschaftsverzeichnis gehörte Berlitt 1817 dem Erblandhofmeister von Königsmarck. 1837 fiel ihm auch der Anteil seines Bruders zu, der ohne Nachkommen gestorben war. 1849 starb Hans Valentin Ferdinand. Den Titel Erbhofmeister erbte sein ältester Sohn Hans Karl Albrecht (1799–1866), der die Güter Netzeband und Stöffin übernahm. Der mittlere Sohn Adolph Wilhelm Hans von Königsmarck (1802–1875) erhielt Kötzlin, Berlitt und Lenzerwische, der jüngste Sohn Hans Ludwig Otto (1815–1876) das Gut Chodziesen-Oberlesnitz (damals Kreis Chodziesen in Westpreußen).
Adolph Wilhelm Hans von Königsmarck heiratete 1823 Josefine, Tochter des Freiherrn Kaspar von Miaskowski und der Gräfin Marianne Dieterike von der Mark, der illegitimen Tochter Friedrich Wilhelm II. Das Paar hatte vier Kinder, von denen drei erwachsen wurden. Die älteste Tochter Elisabeth (1825–1901) heiratete den Gustav Gans zu Putlitz auf Retzin. Erbe von Berlitt war der Sohn Adolf Hans Joseph von Königsmarck (1830–1878). Er war mit Elsbeth von Kleist, Tochter des Hermann von Kleist, Erbherr auf (Groß-)Dubberow und Drenow im Kreis Belgard (Pommern) und der Rosalie Dorothee Amalie Anna geb. von Kameke verheiratet. Um 1880 hatte Berlitt kurz eine Gutsherrin, Fräulein Hedwig von Königsmarck. Der 438 ha Besitz war damals verpachtet. Das Rittergut war dann im Besitz vom Grafen Friedrich Wilhelm Adolf von Königsmarck (1868–1945), der 1922 seinen Wohnsitz von Berlitt nach Karnzow verlegte. Der Major a. D. blieb unvermählt. Er hatte für die Erbfolge den Vetter Joachim von Königsmarck-Plaue, verheiratet mit Siegrid Freiin von Werthern, adoptiert. Berlitt gehörte zum von Königsmarck`schen Familienfideikommiss Kötzlin. Dieser gesamte Gutsbetrieb und wurde durch den Administrator und Generalbevollmächtigten Paetow geleitet. Bei der Bodenreform von 1945/46 in der damaligen sowjetischen Besatzungszone wurde das Rittergut enteignet und aufgeteilt.

### Dorfgeschichte
1526 war die Kirche in Berlitt errichtet worden; die Datierung der Kirche erfolgte mit Hilfe der Dendrochronologie. 1545 wohnten in Berlitt 15 Ackerleute und sieben Kossäten. Der Pfarrer hatte zwei Pfarrhufen. 1576 gab es 17 Bauernhöfe im Dorf, davon waren allerdings zwei schon von den von Königsmarck ausgekauft worden. Außerdem wohnten noch sechs Kossäten in Berlitt. 1581 wird erstmals die Gesamthufenzahl, nämlich 40 Hufen genannt.
Vor 1609 kauften die von Königsmarck einen weiteren Bauernhof aus. Der Dreißigjährige Krieg muss Berlitt schwer verwüstet haben, denn 1652 lebten nur noch 12 erwachsene Personen im Ort. 1686 hatte der v. Wittstruck den Rittersitz mit sechs Hufen inne. Die v. Kröcher hatten einen Wohnhof mit drei Hufen. Einen Wohnhof mit drei Hufen bewohnte Christoph von Königsmarck. Er hatte in einem anderen Dreihufenhof eine Meierei eingerichtet. Auch einen wüsten Zweihufenhof des v. Wittruck hatte er in eine Meierei umgewandelt. Das Lehnschulzengut mit drei Hufen lag wüst. Auch sieben von acht Zweihufenhöfen waren nicht besetzt, dafür vier Einhufenhöfe und zwei Halbhufenhöfe. Die brachliegenden Güter ließ die Obrigkeit bewirtschaften. Die vier Kätner, darunter auch der Schulze, hatten etwas Ackerland. Unter den zwei Einliegern war ein Leinenweber und ein Taglöhner. Der Küster war zugleich auch Schneider. Auf einem Bauernhof war eine Krugstelle eingerichtet, die aber 1686 nicht besetzt war („jetzt wird nicht gekrugt“). Auf den 22(!, richtig 42?) Hufen wurden 21 Wispel zwei Scheffel Korn ausgesät. Die Dorfbewohner hatten keine Fischereirechte und konnten sich nur notdürftig mit Brennholz versorgen. Auf den wenigen Wiesen konnte nur wenig Vieh gehalten werden; und es war keine Mast möglich. Der Acker lag in drei großen Feldern, die Qualität des Ackers wurde als mittelmäßig bewertet. Immerhin trug er das vierte Korn.
Bis 1719 waren wieder einige Bauernstellen besetzt worden. Immerhin wohnten nun wieder zehn Hüfner im Ort, dazu sechs Kätner, zwei Hirten mit Vieh und zwei Hirten ohne Vieh. Die 20(!) Hufen wurden mit jeweils 9 Groschen veranschlagt. 1734 waren neben den zehn Bauern nun 13 Häuslinge in Berlitt ansässig, weiter drei Schäfer und ein Hirte. Die Aussaat auf den 20(!) Hufen betrug 21 Wispel 2 Scheffel. 1745 gab es im Dorf zwei Rittersitze. Es wurden nun 13 Bauern genannt, aber nur noch vier Kätner. 1745 wird erstmals auch eine Windmühle erwähnt. Das Urmesstischblatt von 1843 verzeichnet eine Windmühle (sicher dieselbe) nordöstlich des Dorfes auf einem Hügel. Sie ist noch in der topographischen Karte 1:25.000 (Ausgabe von 1938) verzeichnet. 1791 wohnten in 31 Feuerstellen neun Ganzbauern, sieben Kossäten, zwei Büdner, elf Hausleute und ein Verwalter sowie der Pfarrer im Ort.
1801 wird Berlitt als Dorf und Gut mit 31 Feuerstellen beschrieben. Die Sozialstruktur war wie folgt: ein Lehnschulze, neun Ganzbauern, sieben Kossäten, ein Büdner, 19 Einlieger und ein Schmied, insgesamt 197 Menschen. Auf der Gemarkung standen 100 Morgen Holz, der Acker war in 22 Hufen eingeteilt. Mit den Preußischen Reformen trat nun die Landgemeinde neben den Gutsbezirk. 1819 wird die Einwohnerschaft Berlitts erneut beschrieben, neun Hüfner, sieben Kossäten, ein Laufschmied, ein Kostknecht, ein Hirte mit Vieh, ein Hirte ohne Vieh und sechs Paar Einlieger. Die 18 (!) Hufen waren mit 9 Groschen zur Steuer veranlagt. Das Urmesstischblatt 3039 Demerthin von 1841 verzeichnet neben der Windmühle eine Ziegelei östlich des Ortskerns sowie einige Torfstiche in der Niederung des Königsfließes. Der Friedhof war schon von der Kirche weg in die Ecke An der Bahn und Kyritzer Allee verlegt worden. 1846 wurden schon 39 Wohnhäuser gezählt. 1852 war der Acker des Gutes in sieben Schläge eingeteilt und ein sicherer Kornboden, auf dem vor allem Roggen angebaut wurde. 1860 gehörten zum Gemeindebezirk 1918 Morgen, davon waren 78 Morgen Gehöfte, 1410 Morgen Acker, 244 Morgen Wiese und 249 Morgen Weide. Zum Gutsbezirk gehörten 1406 Morgen, davon waren 10 Morgen Gehöfte, 1122 Morgen Acker, 180 Morgen Wiese und 94 Morgen Weide. Zum Gemeindebezirk gehörten sechs öffentliche Gebäude, 30 Wohnhäuser und 31 Wirtschaftsgebäude darunter eine Getreidemühle. Zum Gutsbezirk gehörten 12 Wohngebäude und 15 Wirtschaftsgebäude darunter auch die Ziegelei. Am 15. Oktober 1897 wurde die Schmalspurbahnstrecke Perleberg-Kyritz eingeweiht. Berlitt erhielt in Ortsnähe einen Haltepunkt. Zum 31. Mai 1969 wurde der Zugverkehr auf dieser Strecke wieder eingestellt.

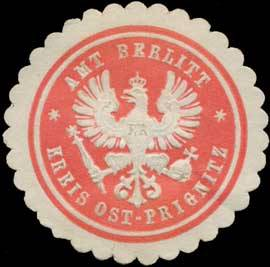
Siegelmarke der Gemeinde Berlitt (zw. 1850 und 1920)

Um 1900 war der Bestand an Wohnhäusern im Gemeindebezirk auf 25 Häuser und im Gutsbezirk auf neun Häuser geschrumpft. Der Gemeindebezirk maß 546 ha, der Gutsbezirk 446 ha. Südöstlich des Ortskerns verzeichnet die Topographische Karte 1:25.000 3039 Demerthin (um 1900) eine Sandgrube. In der Niederung des Königsfließes wurde verstärkt Torfabbau betrieben. 1931 hatte die Gemarkung eine Größe von 992 ha. Im Dorf standen 49 Wohnhäuser. 1939 hatte ein Betrieb eine Größe von über 100 ha, 12 Betriebe rangierten zwischen 20 und 100 ha, zwei Betriebe zwischen 10 und 20 ha, zwei Betriebe zwischen 5 und 10 ha und fünf Betriebe hatte eine Größe von 0,5 bis 5 ha, Die Mehrzahl der Berlitter war in der Land- und Forstwirtschaft tätig, 18 verdienten ihr Brot in Industrie und Handwerk und vier waren im Handel und Verkehr tätig.
In der Bodenreform von 1945/6 in der damaligen DDR wurde das Rittergut mit 595,4 ha enteignet und aufgeteilt. Vier Neubauern erhielten 2,32 ha, sieben Neubauern 13,44 ha und elf Neubauern 88,88 ha. 429,6 ha wurden auf 36 Neueigentümer verteilt, einer erhielt 18,49 ha. Der Landbesitz von sechs Altbauern wurde um 29,98 ha aufgestockt. Der Rest erhielt die Gemeinde und die Vereinigung der gegenseitigen Bauernhilfe (VdgB). 1953 wurde die erste LPG Typ III „Glückauf“ mit 17 Mitgliedern und 88 ha landwirtschaftlicher Nutzfläche gegründet. Bis 1960 folgten drei weitere LPG Typ I, die LPG „Frischer Mut“, die LPG „Frischer Wind“ und die LPG „Empor“. 1960 hatten die vier LPG in Berlitt zusammen 117 Mitglieder und bewirtschafteten 738 ha landwirtschaftliche Nutzfläche. 1961 erfolgte der Anschluss der zwei LPG „Frischer Mut“ und „Frischer Wind“ an die LPG Typ III „Glückauf“. 1970 wurde auch die LPG Typ I „Empor“ mit der LPG Typ III vereinigt. 1977 wurden schließlich die LPG in Berlitt und Rehfeld zur LPG Tierproduktion Rehfeld-Berlitt mit Sitz in Rehfeld zusammengeschlossen. 1990 wurde die LPG Tierproduktion Rehfeld-Berlitt in die Agrargenossenschaft e.G. Rehfeld-Berlitt überführt.
| Bevölkerungsentwicklung von 1734 bis 2015 | Bevölkerungsentwicklung von 1734 bis 2015 | Bevölkerungsentwicklung von 1734 bis 2015 | Bevölkerungsentwicklung von 1734 bis 2015 | Bevölkerungsentwicklung von 1734 bis 2015 | Bevölkerungsentwicklung von 1734 bis 2015 | Bevölkerungsentwicklung von 1734 bis 2015 | Bevölkerungsentwicklung von 1734 bis 2015 | Bevölkerungsentwicklung von 1734 bis 2015 | Bevölkerungsentwicklung von 1734 bis 2015 | Bevölkerungsentwicklung von 1734 bis 2015 | Bevölkerungsentwicklung von 1734 bis 2015 | Bevölkerungsentwicklung von 1734 bis 2015 | Bevölkerungsentwicklung von 1734 bis 2015 | Bevölkerungsentwicklung von 1734 bis 2015 | Bevölkerungsentwicklung von 1734 bis 2015 | Bevölkerungsentwicklung von 1734 bis 2015 | Bevölkerungsentwicklung von 1734 bis 2015 | Bevölkerungsentwicklung von 1734 bis 2015 |
| ----------------------------------------- | ----------------------------------------- | ----------------------------------------- | ----------------------------------------- | ----------------------------------------- | ----------------------------------------- | ----------------------------------------- | ----------------------------------------- | ----------------------------------------- | ----------------------------------------- | ----------------------------------------- | ----------------------------------------- | ----------------------------------------- | ----------------------------------------- | ----------------------------------------- | ----------------------------------------- | ----------------------------------------- | ----------------------------------------- | ----------------------------------------- |
| Jahr                                      | 1734                                      | 1772                                      | 1791                                      | 1801                                      | 1817                                      | 1837                                      | 1858                                      | 1871                                      | 1895                                      | 1910                                      | 1925                                      | 1939                                      | 1946                                      | 1950                                      | 1964                                      | 1971                                      | 2015                                      |                                           |
| Einwohner                                 | 144                                       | 185                                       | 196                                       | 197                                       | 198                                       | 237                                       | 286                                       | 268                                       | 263                                       | 285                                       | 305                                       | 246                                       | 450                                       | 437                                       | 331                                       | 302                                       | 170                                       |                                           |

### Politische und kommunale Zugehörigkeit
Berlitt liegt in der historischen Landschaft der Prignitz und gehörte zum Kyritzischen Kreis. In der Kreisreform von 1817 wurde die Prignitz in zwei Kreise geteilt, die Ostprignitz und die Westprignitz; Berlitt kam zum Kreis Ostprignitz. In der Kreisreform von 1952 wurde der Landkreis Ostprignitz im Wesentlichen in vier Landkreise aufgeteilt, die dem neugebildeten Bezirk Potsdam zugeteilt wurden. Berlitt kam zu Kreis Kyritz. Zum 1. Oktober 1973 schlossen sich Berlitt und Rehfeld zur Gemeinde Rehfeld-Berlitt zusammen. Im Zuge der Ämterbildung in Brandenburg schloss sich Rehfeld-Berlitt mit sechs weiteren Gemeinden und der Stadt Kyritz zur Verwaltungsgemeinschaft Amt Kyritz zusammen. Zum 31. Dezember 2002 wurde Rehfeld-Berlitt in die Stadt Kyritz eingegliedert und aufgelöst. Berlitt und Rehfeld sind heute jeweils Ortsteile der Stadt Kyritz mit jeweils eigenem Ortsbeirat und Ortsvorsteher. Der Ortsbeirat des Ortsteils Berlitt besteht aus drei Mitglieder, die aus ihrer Mitte den Ortsvorsteher wählen.

### Kirchliche Geschichte
Ab 1541 war Berlitt Mutterkirche in der Inspektion Kyritz, von 1581 bis 1800 mit der Tochterkirche Barenthin und seit 1616 mit der Tochterkirche Rehfeld. 1541 hatte sie bei einem Schock Kommunikanten (etwa 60 erwachsene Personen). Von 1558 bis 1929 gab es 14 Pfarrer auf der Pfarrstelle. Ab 1541 sind die v. Königsmarck die Collatores (Patrone) in Berlitt, der letzte bis 1945 Graf von Königsmark auf Karnzow. Von 1609 bis 1766 hatten auch die v. Wittstruck Anteil am Patronat.
Die Kirche besaß einen Kelch, ein Pacem (Segenskreuz) und ein kupfernes Viaticum. Außerdem gehörte Land zu zwei Scheffel Aussaat zur Kirche. 1581 hatte die Kirche anscheinend weiteres Land hinzu bekommen, denn zwei Felder konnten mit acht Scheffeln besät werden, das dritte Feld mit vier Scheffeln. Jeder Bauer musste jährlich ein Fuhre Mist auf das Kirchenland fahren. Die Kirche hatte auch einige Zinseinnahmen von verliehenem Geld. Dies war in einem Kirchenregister eingetragen.
Ab 1558 war Frantz Schmetstorf Pfarrer. Er wohnte in einem Pfarrhof samt einem Garten hinter dem Haus und hatte zwei Hufen zu seinem Hof, für die er die Hälfte(?) von zwei Wispeln erhielt. 1558 beackerte er die zwei Hufen selber. Auf der Ackerfläche konnte er ungefähr 20 Scheffel Roggen und sieben Scheffel Gerste säen. Zur Pfarrstelle gehörte außerdem eine Wiese, auf der im Durchschnitt 5 Fuder Heu geerntet werden konnten. Er erhielt die gleiche Menge Holz wie die anderen Berlitter Einwohner. Ihm stand der Kornzehnt zu, der etwa drei Wispel Korn betrug, ab 1581 auch der Flachszehnt. Er bekam für das Einleuten einer Braut und einer Sechswöchnerin jeweils einen Groschen (1558: einen Schilling), für ein Begräbnis einen Schilling. 1588 standen ihm auch der Vierzeitenpfennig zu sowie vier Eier von jeder Hufe und die wurste zu Weihnachten. Berlitt scheint 1541 und 1558 keinen Küster gehabt zu haben. Für 1581 wird angegeben, dass der Küster in Kyritz wohnte. Er hatte als Salär 10 Scheffel Roggen und von jeder Hufe ein Viertel Roggen. Aus jedem Hause erhielt er zwei Eier. Bei Kindstaufen und bei Hochzeiten erhielt er eine Mahlzeit, bei einem Begräbnis halb so viel wie der Pfarrer, also einen halben Schilling.
Berlitt war bis 1968 Mutterkirche mit eigenem Pfarrsprengel in der Inspektion bzw. Superintendentur im Kirchenkreis Kyritz, bis 1980 im Kirchenkreis Kyritz-Wusterhausen. 1981 wurde die Pfarrstelle in Berlitt aufgehoben und der Pfarrsprengel Berlitt mit dem Pfarrsprengel Barenthin vereinigt. Heute gehört Berlitt zum Pfarrsprengel Breddin-Barenthin im Kirchenkreis Kyritz-Wusterhausen.

### Vorwerk Viebigswille
Ende des 18. Jahrhunderts übertrug das Kammergericht die Verwaltung insolventer Güter der Altmärkisch-Prignitzschen Kammerdeputation. Sie verpachtete die Güter gegen eine feste Pacht, um damit Schuldsummen zu begleichen. So wurde das Rittergut in Berlitt dem dortigen Lehnschulzen Johann Viebig verpachtet. Er legte 1802 im südöstlichen Teil der Gemarkung Berlitt das Vorwerk Viebigswille an. In der Topographie der Untergerichte der Kurmark Brandenburg von 1838 wurde es als Lehnschulzengut bezeichnet. Es gehörte in der weiteren Geschichte des Dorfes Berlitt nicht zum Gemeindebezirk, sondern zum Gutsbezirk Berlitt, der erst 1928 mit dem Gemeindebezirk vereinigt wurde. In den Ortschaftsverzeichnissen des Regierungsbezirks Potsdam von 1817 und 1841 wurde es als Etablissement bezeichnet. Die Größe des Gutes wurde 1819 mit zwei Hufen angegeben. 1860 bestand das Gut aus zwei Wohngebäuden und zwei Wirtschaftsgebäuden. Das Vorwerk existierte noch bis vor dem Zweiten Weltkrieg. Das weitere Schicksal war nicht zu ermitteln.

## Denkmale und Sehenswürdigkeiten
Die Denkmalliste des Landes Brandenburg gibt für den Landkreis Ostprignitz-Ruppin zwei Bodendenkmale und drei Baudenkmale an.

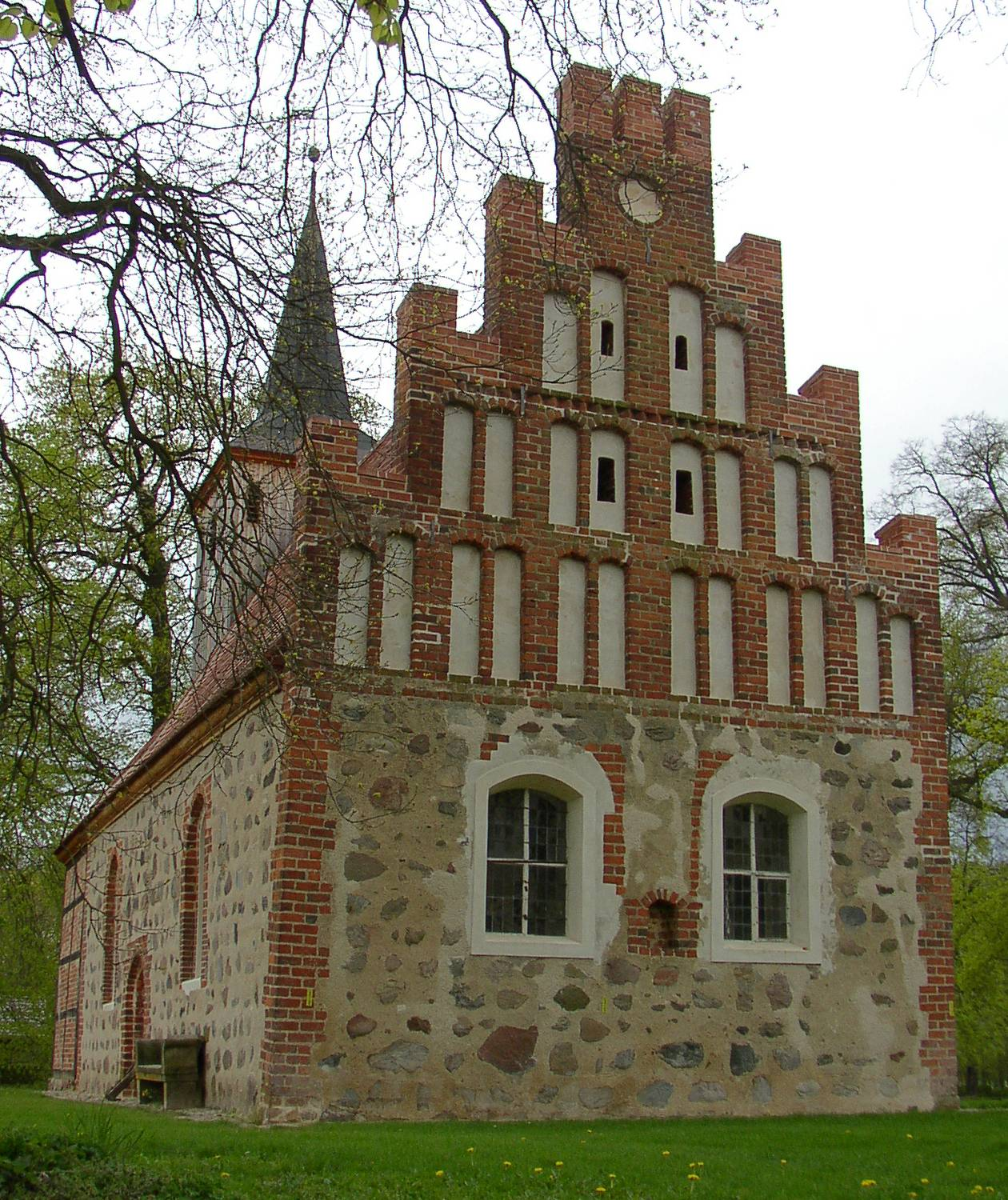
Dorfkirche Berlitt (Ostseite)

### Bodendenkmale
Die zwei gelisteten Bodendenkmale sind:
- Nr.100023 Flur 1: eine Siedlung der Urgeschichte, der Dorfkern der Neuzeit, eine Siedlung der Eisenzeit, eine Siedlung des slawischen Mittelalter, der Dorfkern des deutschen Mittelalter, eine Siedlung der römischen Kaiserzeit
- Nr.100024 Flur 1, 4, 5: ein Gräberfeld der römischen Kaiserzeit

### Baudenkmale
In Berlitt sind drei Objekte denkmalgeschützt.
- Nr.09170984 Parkanlage (beim Sportplatz)
- Nr.09170518 Berlitter Dorfstraße: Dorfkirche. Der kleine rechteckige Saalbau aus Feldsteinen mit Backsteinkanten und Backsteingiebeln wurde 1526 errichtet. 1710 wurde er in Ziegelfachwerk nach Westen erweitert. Im Innern sind ein Kanzelaltar aus der 2. Hälfte des 18. Jahrhunderts und das Gemeinde- und Patronatsgestühl aus dem 17. Jahrhundert zu erwähnen.[34]
- Nr.09171102 Berlitter Dorfstraße 27 Wohnhaus mit Wirtschaftsgebäude, Hofpflasterung und Einfriedung

Sehenswert, aber kein eingetragenes Baudenkmal ist auch das Berlitter Gutshaus (Berlitter Dorfstraße 41). Es stammt im Kern wohl noch aus dem 17. Jahrhundert. 1822 wurde es grundlegend umgebaut. 1848 wurde es erneut im klassizistischen Stil umgebaut.

## Naturschutzgebiet Königsfließ
Das Naturschutzgebiet Königsfließ wurde geschaffen, um eine in die Kyritzer Platte eingetiefte Talniederung zu schützen. Hier befinden sich auf einer Erstreckung von sechs Kilometern Flachmoorböden mit Feuchtwiesen, Weiden und Wäldern sowie stark verlandende ehemalige Torfstiche. Einige der ehemaligen Torfstiche werden auch als Fischteiche genutzt. Es liegt nur zu einem kleinen Teil auf der Gemarkung Berlitt, ansonsten auf den Gemarkungen Demerthin, Rehfeld, Mechow und der Stadtgemarkung von Kyritz.